# Atelopus spumarius
Atelopus spumarius — вид отруйних жаб родини ропухових (Bufonidae).

## Поширення
Вид поширений в басейні Амазонки в Колумбії, Еквадорі, на сході Перу, півночі та заході Бразилії, Суринамі, Гаяні та Французькій Гвіані.

## Опис
Самиці завдовжки до 31–39 мм, самці менші — 26–29 мм. Шкіра світло-коричнева з темно-коричневими плямами та смугами.